# Копбаева, Орынкуль
Орынкуль Копбаева (каз. Орынкүл Көпбаева; 1902 год, Туркестанский край, Российская империя — 1978) — колхозница, звеньевая колхоза имени Амангельды, Герой Социалистического Труда (1948).

## Биография
Родилась в 1901 году в Туркестанском крае (сегодня — на территории Жамбылская область, Казахстан). В 1930 году вступила в колхоз «Кзыл-Аскер», потом трудилась звеньевой полеводческого звена в колхозе имени Амангельды Ленинского района Чимкентской области.
В 1947 году полеводческое звено Орынкуль Копбаевой собрало на участке площадью 9 гектаров по 30,7 центнеров. За получение высоких урожаев пшеницы и ржи в 1947 году удостоена звания Героя Социалистического Труда указом Президиума Верховного Совета СССР от 25 сентября 1948 года с вручением ордена Ленина и золотой медали «Серп и Молот».
В 1961 году вышла на пенсию.
Награды
- Герой Социалистического Труда — указом Президиума Верховного Совета СССР от 25 сентября 1948 года;
- Орден Ленина (1967);
- Медаль «За доблестный труд в Великой Отечественной войне 1941—1945 гг.»;